# Zastęp (pożarnictwo)
 Zastęp (pożarnictwo) – pododdział liczący od trzech do sześciu ratowników, w tym dowódca, wyposażony w pojazd przystosowany do realizacji zadania ratowniczego.